# Theodoros Balsamon

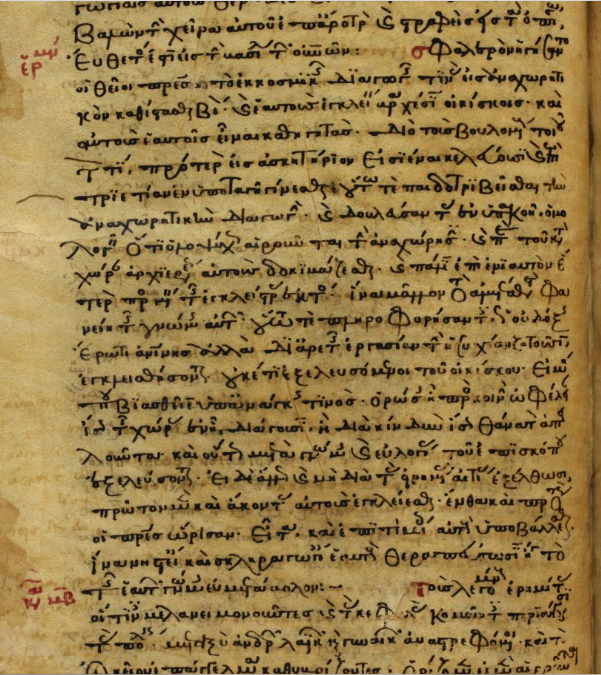
Byzantinische Gesetzessammlung mit Kommentaren von Theodor Balsamon, 13. Jahrhundert

Theodoros Balsamon (griechisch Θεόδωρος Βαλσαμῶν, * um 1130/1140 in Konstantinopel; † nach 1195) war byzantinisch-orthodoxer Rechtsgelehrter und Patriarch von Antiochien (seit 1185/1190 bis nach 1195). Er war Verfasser eines wichtigen Werkes zum orthodoxen Kirchenrecht.

## Leben
Theodoros war Diakon an der Hagia Sophia in Konstantinopel. Er trug den Titel eines Nomophylax (Νομοφύλαξ, Wächter des Rechts). Dessen genaue Bedeutung ist unklar, vielleicht war der Amtsträger verantwortlich für alle Rechtsfälle und -verfahren im Patriarchat von Konstantinopel. In der Zeit von Patriarch Michael III. von Konstantinopel 1170/78 ist für Theodoros außerdem der Titel Chartophylax (χαρτοφύλαξ) belegt. Er war erster Priester der Kirche von Blachernai.
1193 wurde er Patriarch von Antiochien mit Sitz in Konstantinopel. Nach 1195 starb er in Konstantinopel.

## Werke
Theodoros Balsamon verfasste die Scholia (Σχόλια), einen Kommentar zum Nomokanon von Photios I., dem Standardwerk zum kirchlichen und weltlichen Recht im byzantinischen Reich seiner Zeit.
Er war auch Autor der Syntagmata, einer Sammlung von kirchenrechtlichen Beschlüssen. Auszüge aus diesen Werken sind noch heute Teil des Pedalion (Πηδάλιον), einer Sammlung von Verfügungen zum jetzigen orthodoxen Kirchenrecht. Sie sind auch Bestandteil der theologischen Ausbildung in orthodoxem Kirchenrecht.
Von ihm sind zwei Briefe erhalten, in denen er sich zum Fasten und zu Novizen in orthodoxen Klöstern äußert, sowie eine Sammlung von Epigrammen.
Seine Texte enthalten Details zu Geschichte und Gegenwart des byzantinischen Reiches, die an anderer Stelle nicht mehr erhalten sind. Er benutzte als erster den Begriff Ἀθίγγανοι (Athinganen), von dem wahrscheinlich die Bezeichnung Zigeuner abstammt.
Theodoros reformierte auch die liturgische Praxis im Patriarchat von Antiochien und passte sie dem byzantinischen Ritus an.

## Ausgaben
- Jacques Paul Migne (Hrsg.): Patrologia graeca. Bd. 104, S. 144 (Scholia); Bd. 137; Bd. 138.
- Konstantin Horna (Hrsg.): Die Epigramme des Theodoros Balsamon. In: Wiener Studien 25, 1903, S. 165–217.